# Erodiade (film)
Erodiade è un film muto italiano del 1912 diretto da Oreste Mentasti.